# Mahmud Sulayman al-Maghribi
Maḥmūd Sulaymān al-Maghribī (in arabo محمود سليمان المغربي‎?; Haifa, 29 novembre 1935 – Damasco, 17 luglio 2009) è stato un politico libico di origine palestinese. Fu Primo ministro libico dall'8 settembre 1969 al 16 gennaio 1970..

## Biografia
Maḥmūd Sulaymān al-Maghribī era figlio di un palestinese e di una egiziana. Vide la luce e crebbe a Haifa, prima di spostarsi in Siria nel 1948. Fu Primo ministro libico dopo il colpo di Stato del 1º settembre del 1969. Rappresentò la Libia alle Nazioni Unite quando il Paese maghrebino fece parte del Consiglio di Sicurezza nel 1970 come membro temporaneo. Successivamente ricoprì l'incarico di Ambasciatore libico nel Regno Unito. Lasciò la sua funzione nell'ottobre del 1976 ma rimase a Londra operando come consigliere legale. Si ritirò infine a Damasco nel 2008.
Fu cofondatore dell'organizzazione The Children of Palestine (I ragazzi di Palestina) in Siria nel 1950. L'organizzazione si batté per i diritti dei Palestinesi in Siria e la sua predilezione per la Siria e la fede nell'unità panaraba rimasero forti durante tutta la sua vita.
Maḥmūd Sulaymān al-Maghribī lavorò per il ministero dell'istruzione in Qatar mentre studiava Giurisprudenza nell'Università di Damasco, dove poi conseguì il suo PhD sulla legislazione relativa al petrolio nella George Washington University, a Washington (Stati Uniti). Da lì si trasferì in Libia e operò per uno sciopero tra gli operai del settore petrolifero nel 1967, contro lo sfruttamento straniero delle risorse d'idrocarburi libiche. Per questo fu condannato a 4 anni di carcere, oltre a perdere la cittadinanza libica.
Al momento della sua morte lasciava la moglie, tre figlie e una nipotina.